# Samuel Halevi
Samuel ben Meir HaLevi Abulafia (Hebreeuws: שמואל בן מאיר הלוי אבולעפיה) (Úbeda, circa 1320 - Sevilla, 1360), kortweg Samuel Halevi (שמואל הלוי) en in het Hebreeuws doorgaans Samuel Abulafia (שמואל אבולעפיה) genoemd, was de penningmeester van koning Peter I van Castilië en oprichter van de Synagoge van El Tránsito in Toledo, Spanje.

## Biografie
Samuel was lid van de machtige familie Abulafia, die sinds ongeveer 1200 de leiding had gegeven aan de Joodse gemeenschap van Toledo en Castilië in het algemeen. Zijn ouders stierven kort na aankomst in Toledo aan de pest.
Onder de Portugese ridder Juan Alfonso de Alburquerque begon Samuel als administrateur en werd vervolgens erkend om te werken aan het hof van Peter I. Eerst was hij camarero mayor (kamerheer), daarna almojarife (penningmeester) en oídor (rechter). Zijn dienstverband werd beëindigd toen de vijanden van Peter I onder leiding van Hendrik II van Castilië een pogrom organiseerden tegen de Toledaanse Joden, waardoor ze de koninklijke schatten in bezit konden nemen. Samuel bleef de koning steunen, bij het terugwinnen van Toledo en bij het sluiten van een vredesverdrag met de Portugezen.
In Toledo woonde Samuel in het paleis dat tegenwoordig het Museo del Greco is. Met de aanzienlijke rijkdom die hem door zijn werkgever werd geschonken, stichtte Samuel tussen 1355 en 1357 de synagoge van El Tránsito. Het gebouw was een van de tien synagogen die de grote Joodse bevolking van Toledo dienden. Architectonisch heeft het kenmerken van de islamitische architectuur zoals het middeleeuwse Alhambra-paleis, met inscripties in het Arabisch en Hebreeuws. De bouw ervan werd tegengewerkt door de Katholieke Kerk, maar Peter I stond het toe.
De koning werd echter voortdurend bekritiseerd om zijn gunstige houding ten opzichte van Joden. Uiteindelijk keerde hij zich tegen Samuel en liet hem - op verdenking van verduistering - opsluiten en martelen. Samuel liet bij deze marteling het leven.

## Galerij

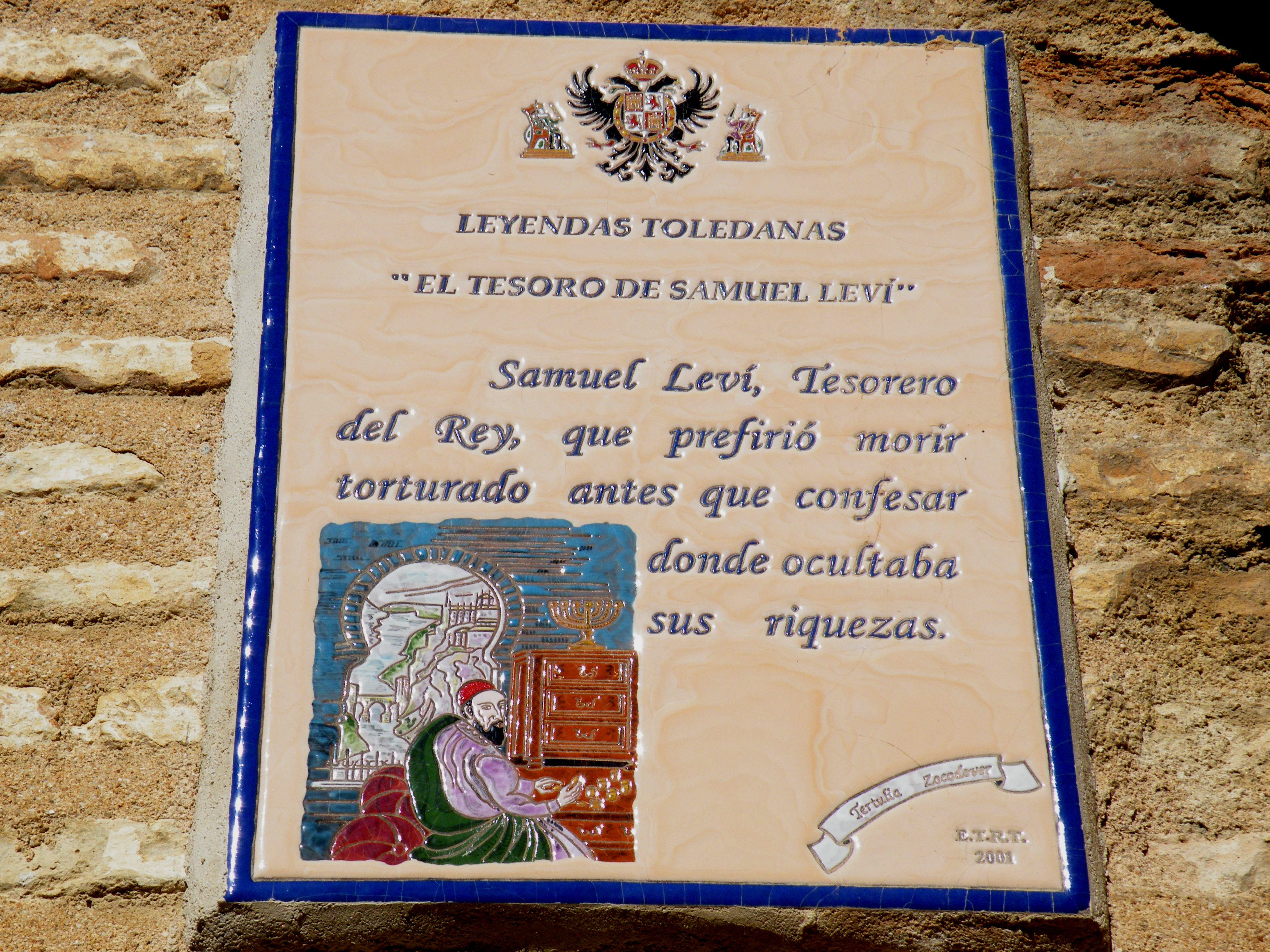
Een plaquette in Toledo ter herdenking van Samuel Halevi met het opschrift "Samuel Levi, penningmeester van de koning, die liever stierf door marteling dan te bekennen waar hij zijn schatten verborg".
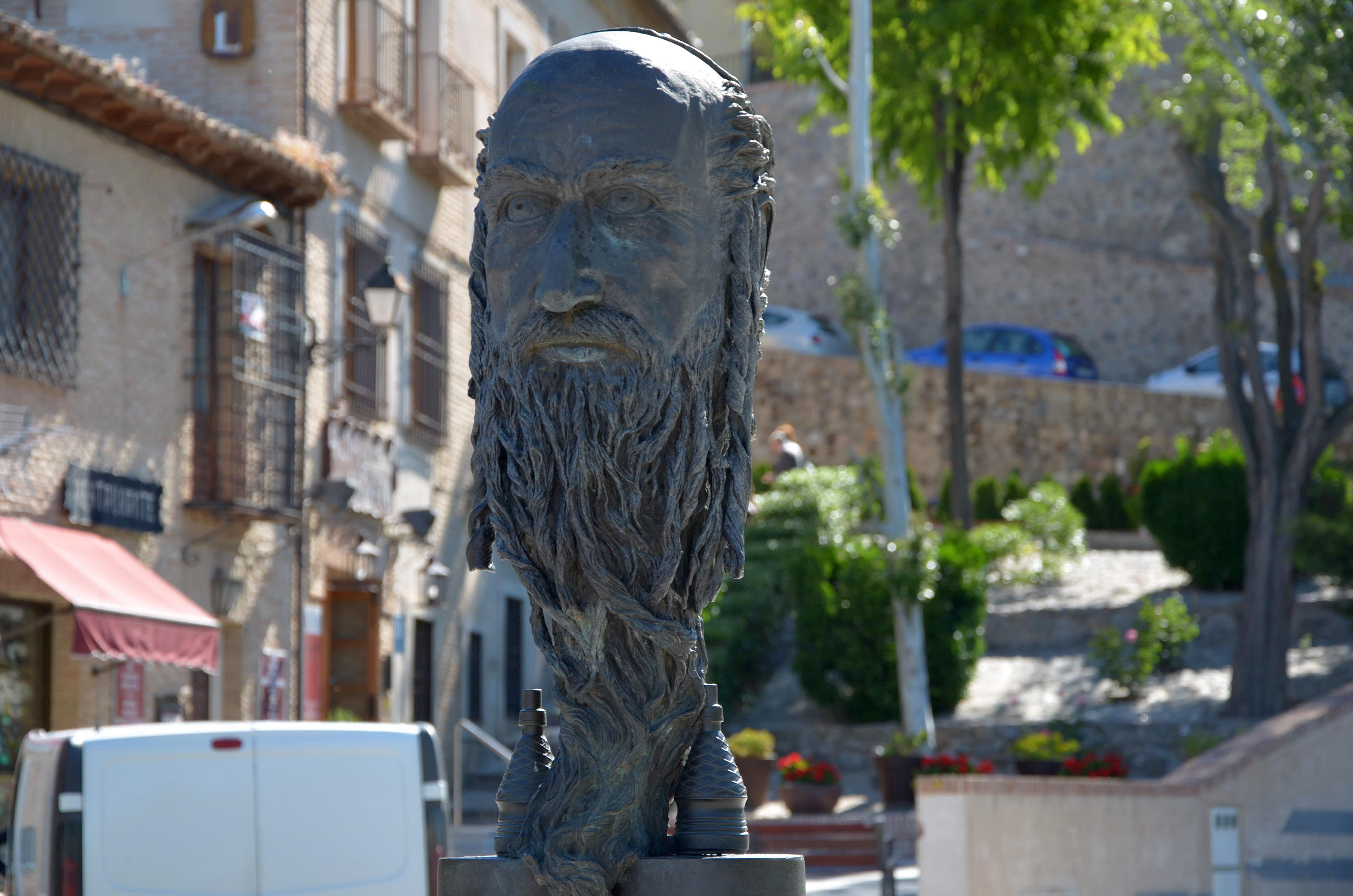
Een close-up van het standbeeld van Halevi in Toledo.
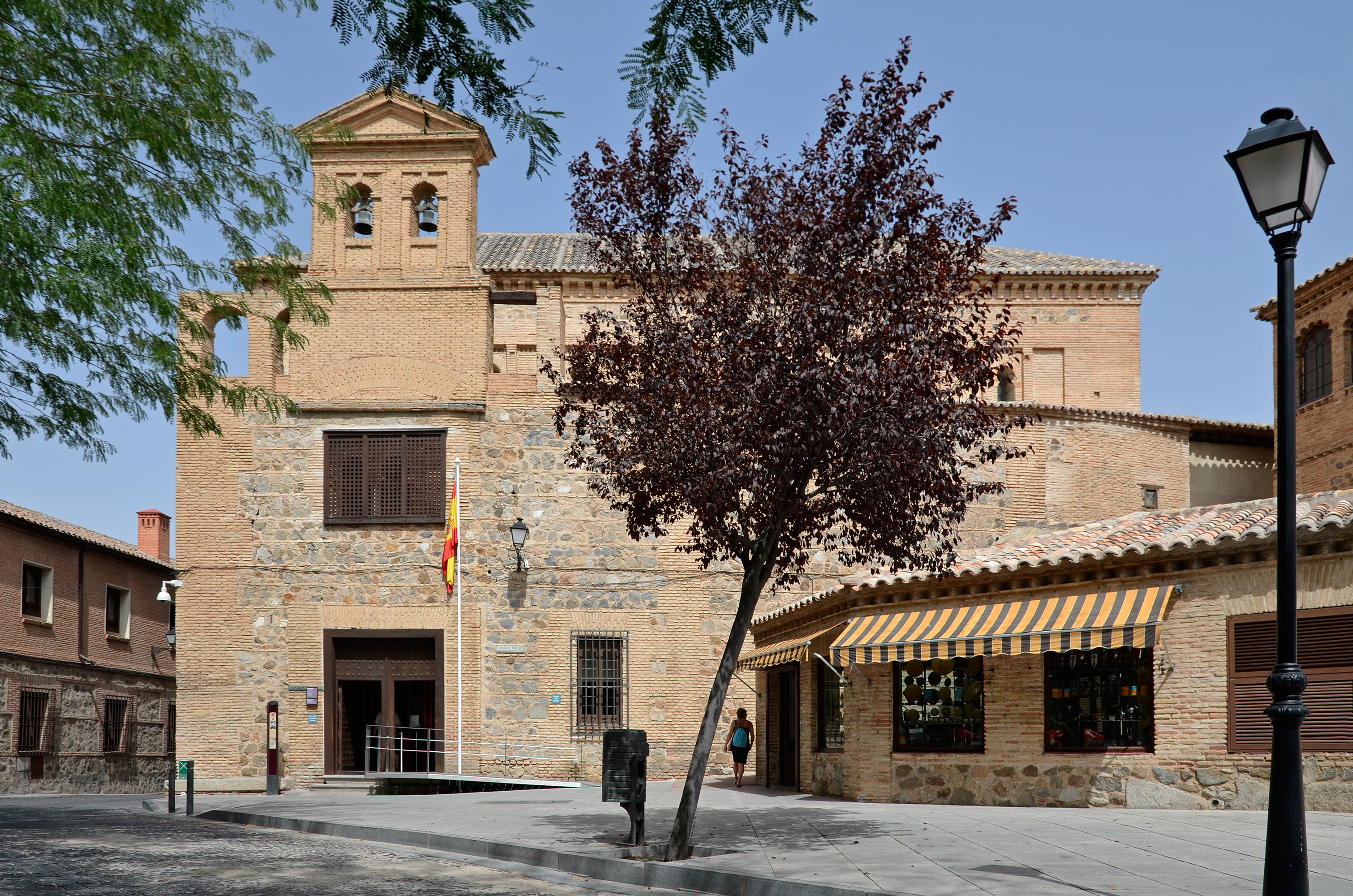
Synagoge van El Tránsito.